# Marijan Haberle
Marijan Haberle (Zagreb, 16. svibnja 1908. – Rijeka, 20. ožujka 1979.) hrvatski je arhitekt.
Jedan od nosilaca hrvatske međuratne arhitekture, koji je svoj stvaralački i idejni kontinuum uspješno nastavio i poslije rata u novim i bitno izmijenjenim uvjetima rada.

## Arhitektura u Hrvatskoj 50-ih
Uspon hrvatske arhitekture koja se briljantno razvijala dvadesetih i tridesetih godina prošlog stoljeća naglo je prekinuo rat. Većina projekata izrađenih za vrijeme rata i NDH ostala je samo na papiru, a i danas se rijetko koji projekt iz tog razdoblja može naći u enciklopedijama ili stručnim knjigama. Nakon rata arhitekti su se našli pred procijepom želja, potreba i mogućnosti. Poslijeratna arhitektura u svojim počecima prestaje biti privatna i svodi se na ispunjavanje prioritetnih zadataka kao što su javna i masovna izgradnja, te industrijalizacija. U prvoj fazi nakon rata Hrvatska se sustavno industrijalizira. Stjepan Gomboš i Mladen Kauzlarić projektiraju tvornicu 'Rade Končar', nastaju i 'Jedinstvo' i 'Prvomajska' Milana Tomičića, 'Fotokemika' Brune Milića, 'Jugokeramika' Ive Vitića itd. Najveći graditeljski izazov poslijeratnog svijeta bilo je oblikovanje grada i urbanističko planiranje. Prema direktivnoj regulacijskoj osnovi Urbanističkog instituta NRH i njegova ravnatelja Vlade Antolića Vukovarska ulica u Zagrebu bila je zamišljena kao glavna poprečna os novoga grada između željezničke pruge i Save. Formirano je novo središte grada na do tada poplavnom i divlje građenom Trnju, odnosno riješeno je pitanje širenja grada najprije preko željezničke pruge, a onda i preko Save, što će omogućiti razvoj Novog Zagreba. Grad se prema Savi počeo širiti nakon 1955., a prvi javni sadržaj smješten na drugoj obali Save bio je novi Zagrebački velesajam Marijana Haberlea. Vukovarsku ulicu u poslijeratnom razdoblju svakako će obilježiti izgradnja stambenih objekata i njihovih autora: Ive Geršića, Drage Galića, Nevena Šegvića, Božidara Rašice i dr. Arhitekti koji su uz navedene obilježili poslijeratno razdoblje su: Stjepan Planić, Hinko Bauer, Slavko Löwy, Vladimir Turina, Mladen Kauzlarić, Antun Ulrich, a jedan od graditelja međuratnog razdoblja koji s radom uspješno nastavlja i poslije rata je Marijan Haberle.

## Život i rad
Marijan Haberle nakon srednje škole upisao je arhitekturu na Tehničkom fakultetu u Zagrebu gdje je diplomirao 1931. u klasi profesora Huge Ehrlicha. Nakon završetka studija, od 1930. do 1933., zapošljava se kod arhitekata Rudolfa Lubinskog i Stjepana Hribara, te u poduzeću ing. Adolfa Helfmana u Zagrebu. Od 1934. do 1940. radi u zajednici s arhitektom Hinkom Bauerom s kojim sudjeluje na mnogim javnim natječajima, na domaćim i međunarodnim izložbama, izvodi mnoge javne i privatne objekte te osvaja mnogobrojne nagrade. Za vrijeme rata vodi i samostalni arhitektonski ured.  Nakon rata radio je u Lici na obnovi zemlje, a do 1947. kao projektant u Ministarstvu narodnog zdravlja Hrvatske. U razdoblju od 1948. do 1951. bio je šef radne grupe u Arhitektonskom projektnom zavodu Hrvatske. Od 1951. do 1977. bio je šef Arhitektonskog biroa 'Haberle'. Kao profesor na Tehničkom fakultetu u Sarajevu radio je od 1951. do 1953. Bio je član mnogih žirija javnih natječaja, a 1954. i 1955. bio je predsjednik Društva arhitekata Hrvatske. Niz godina bio je ispitivač u Komisiji za stručne ispite građevinske struke.

## Predratno razdoblje
Marijan Haberle u svijetu arhitekture afirmira se početkom tridesetih godina, kada se naglo razvija druga faza hrvatske moderne. Širenjem jednostavne suvremene funkcionalne arhitekture u Zagrebu i Hrvatskoj, nastavlja djelatnost pionira i učitelja moderne V. Kovačića, E. Šena, H. Ehrlicha. Na natječaju za uređenje i adaptaciju Zagrebačkog zbora 1935. godine osvaja prvu nagradu zajedno s Hinkom Bauerom. Taj su velik zadatak, složen po svojoj namjeni i težak po zadanoj lokaciji, prvonagrađeni arhitekti izvodili od 1936. do 1939. s pažnjom na mikrourbanističke odnose kompleksa, oblikujući cjelinu iz više objekata od kojih su neki bili strogo zadani. Velesajam se širi 1949. gradnjom velikog izložbenog paviljona R (također Haberle) skeletne drvene konstrukcije na suprotnu strane Savske ceste (Savska c. 18) u ispražnjenom prostoru stare tramvajske remize. Dom društva inženjera i tehničara u Pierottijevoj ulici u Zagrebu gradio je s Bauerom, 1937. Potkraj 30-ih dobio je zadatak projektirati sakralnu građevinu u radničkoj četvrti na jugozapadnoj gradskoj periferiji. U Selskoj 93 nastaje crkva blaženog Marka Križevčanina 1940. godine. Građevina je dvoetažna, longitudinalna, s karakterističnim ravnim krovom, detaljem koji je već viđen na vili Schwarz, u Torbarovoj ulici 11 u Zagrebu, koju je oblikovao u suradnji s Bauerom 1938. godine. Haberleov stvaralački odnos prema arhitekturi i njezinoj neposrednoj okolini najbolje je primjetan na Stambenoj zgradi s dvoranom župe sv. Blaža, koja nastaje 1939/1940, u Zagrebu u Kordunskoj ulici. Na zapadnoj strani crkve sv. Blaža, strani koja Kovačićevim projektom nije bila detaljno riješena, na vrlo zahtjevnoj lokaciji Haberle smješta zgradu s velikom kino-dvoranom, koja nije narušila ni ljepotu ni snagu stare na koju se naslonila. Osim 10 izvedenih objekata, do 1945. izradio je više od 40 projekata, uglavnom natječaja na kojima je gotovo uvijek dobivao nagrade. 
Najznačajniji natječaji: Kolodvor u Sarajevu (1936.), Jugoslavenski paviljon za svjetsku izložbu u Parizu (1936.), Uprava državnog monopola (1937.), Državna markarnica (1936.), Ministarstvo prosvjete (1937.), Hipotekarna banka 'Albanija' (1938.), Etnografski muzej (1938.), sve u Beogradu i mnogi dr. 
Za vrijeme rata Haberle je samostalno sudjelovao na nekoliko natječaja od kojih mu je međunarodni natječaj za željeznički kolodvor u Sofiji 1942. donio drugu nagradu.

## Poslijeratno razdoblje
Nakon Drugoga svjetskog rata počinje druga faza Haberleova djelovanja. Nepodložan arhitektonskoj modi, slijedi vlastiti senzibilitet i stvaralački nagon. Za njega je funkcija uvijek bila primarna, oblikovana po suptilnim zakonitostima moderne. U poslijeratnom razdoblju njegov golemi opus obuhvaća 50-ak objekata, preko 30 natječaja i projekata, te 20-ak enterijera. Neki od njegovih najznačajnijih natječajnih projekata su : Stadion u Beogradu (1947.), Vojni muzej u Beogradu (1950.), Hotel na Plitvičkim jezerima (1953.), koji izvodi 1975., Bolnica u Slavonskom Brodu (1955.), Hotel Internacional u Zagrebu (1957.), Palača Matice iseljenika s Koncertnom dvoranom Vatroslav Lisinski (1958.), koje s gradnjom počinju 1960., Spomen-dom Đuro Salaj u Slavonskom Brodu (1959.) koji izvodi 1961.,  regulacija Tkalčićeve ulice u Zagrebu (1968.), stambeno naselje Trnovčica u Zagrebu (1970.) koje izvodi 1971., Kompleks Brodarskog instituta u Zagrebu kojeg radi od 1949. do 1955.
Na natječajima radi velike javne zgrade, bolnice, hotele, stambene zgrade, paviljone, muzeje, kolodvore, stambena naselja i urbanističke regulacije. 
Iz poratnog razdoblja ističu se četiri njegova ostvarenja. Novi Zagrebački velesajam i Brodarski institut postali su zasebne urbane cjeline južnog Zagreba. Rješenje novog Zagrebačkog velesajma, po opsegu, bio je najveći zadatak Marijana Haberlea. Kompleksno funkcioniranje cijelog velesajma s mnoštvom većih i manjih paviljona i unutrašnjim prometom pokazalo je da njegov pristup počinje od međusobnog odnosa različitih arhitektonskih objekata i njihova funkcionalnog povezivanja. Kod Brodarskog instituta riješio je cijeli kompleks s poslovnim zgradama, ogradom i vratarnicom do hala s kupolom za ispitivanje modela. Senzibilitet za uklapanje arhitekture u okoliš pokazao je hotelom na Plitvicama. Najpoznatije je njegovo ostvarenje Koncertna dvorana Vatroslav Lisinski, započeta 1960., a dovršena 1973. godine. Dvorana je obložena drvenom oplatom, a cijelo je zdanje izvana jednostavno i skromno sažeto u dva volumena: položenu staklenu prizmu i bakrenu kupolu s ukošenim stranicama.

## Priznanja i nagrade
Za svoj rad dobio je mnoga priznanja, nagrade i odlikovanja: drugu nagradu Hrvatske za proširenje Zagrebačkog velesajma (1949), Državnu nagradu kao šef grupe Arhitektonskog projektnog zavoda u Zagrebu za najbolji projektni kolektiv u Jugoslaviji (1950). Ordenom reda odlikovan je 1956. za izgradnju Zagrebačkog velesajma, dobitnik je nagrade grada Zagreba 1973., za projekt i izvedbu Koncertne dvorane u Zagrebu 1974., Nagradu IX zagrebačkog salona za Koncertnu dvoranu 1974. Nagrada Viktor Kovačić za životno djelo dodijeljena mu je 1969., a nagrada Vladimir Nazor za životno djelo 1974. Iste godine dobio je i Orden zasluga za narod sa srebrnim zracima za projekt i izgradnju Koncertne dvorane Vatroslav Lisinski.

## Izbor iz literature
- Horvat, Tea. Arhitektura od 1945. – 1960., Socrealizam te nova pravila poslijeratne hrvatske arhitekture, u Nekretnine 3, listopad 2007.
- Radović-Mahečić, Darja. Moderna arhitektura u Hrvatskoj 30'ih, Sajamski kompleks Zagrebački zbor, Zagreb, Školska knjiga, IPU, 2007.
- Ivančević, Radovan. Arhitektura i urbanizam, u Stilovi razdoblja život III, Umjetnost 20.st. Zagreb, 2001., Profil
- Premerl, T. u 20 godina Koncertne dvorane 'Vatroslav Lisinski, Lovro Lisičić (ur.), Zagreb, 1993.
- Martinčević, J. u 20 godina koncertne dvorane 'Vatroslav Lisinski, Lovro Lisičić (ur.), Zagreb,1993., str. 33. – 36.
- Premerl, Tomislav. Graditelj kontinuiteta moderne Marijan Haberle, Arhitektura 172-173, Zagreb, 1980.

## Vanjske poveznice
- Haberle, Marijan Hrvatska tehnička enciklopedija, portal hrvatske tehničke baštine. LZMK